# Філіпп Боннен
Філіпп Боннен (фр. Patrice Lhotellier, нар. 30 квітня 1955) — французький фехтувальник на рапірах, олімпійський чемпіон (1980 рік).

## Виступи на Олімпіадах
| Олімпіада   | Дисципліна      | Місце |
| ----------- | --------------- | ----- |
| Москва 1980 | командна рапіра | 1     |